# Eilema semperi
Eilema semperi är en fjärilsart som beskrevs av Embrik Strand 1922. Eilema semperi ingår i släktet Eilema och familjen björnspinnare. Inga underarter finns listade i Catalogue of Life.